# Dalton (Massachusetts)
Dalton é uma vila localizada no condado de Berkshire no estado estadounidense de Massachusetts. No Censo de 2010 tinha uma população de 6.756 habitantes e uma densidade populacional de 119,21 pessoas por km².Sua população estimada, em meados de 2019, é de 6.525 habitantes. Faz parte da área metropolitana de Pittsfield.

## Geografia
Dalton encontra-se localizado nas coordenadas 42° 28′ 47″ N, 73° 09′ 14″ O. Segundo a Departamento do Censo dos Estados Unidos, Dalton tem uma superfície total de 56.67 km², da qual 56.41 km² correspondem a terra firme e (0.45%) 0.26 km² é água.

## Demografia
Segundo o censo de 2010, tinha 6.756 pessoas residindo em Dalton. A densidade populacional era de 119,21 hab./km². Dos 6.756 habitantes, Dalton estava composto pelo 96.77% brancos, o 0.73% eram afroamericanos, o 0.06% eram amerindios, o 0.78% eram asiáticos, o 0.01% eram insulares do Pacífico, o 0.55% eram de outras raças e o 1.1% pertenciam a duas ou mais raças. Do total da população o 1.61% eram hispanos ou latinos de qualquer raça.